# サバイバー (2015年の映画)
『サバイバー』（原題: Survivor）は、2015年製作のアメリカ合衆国・イギリスのアクション映画。

## あらすじ
ロンドンのアメリカ大使館駐在の外交官ケイトはある日、伝説のテロリスト・ナッシュによる爆弾テロのターゲットになってしまう。
ケイトはどうにか生き延び難を逃れたものの、爆弾テロ犯の濡れ衣を着せられてしまい、ナッシュのみならず、アメリカ・イギリス双方の当局からも追われる羽目になる。
そんな中、ナッシュが大晦日のニューヨーク・タイムズスクエアで次のテロを計画していることを知ったケイトは、人々の命を救うべく、また自らの汚名を雪ぐべく、たった一人で立ち向かう。

## 登場人物
ケイト・アボット
演 - ミラ・ジョヴォヴィッチ
外交官。一人っ子。モンタナ出身。スタンフォード大卒。両親はすでに亡くなっている。ワシントンではエリート官僚だった。バイクを愛用している。爆発により吹っ飛ばされてもすぐに起き上がる堅牢な肉体を持つ。
ナッシュ
演 - ピアース・ブロスナン
時計屋。正体は伝説のテロリスト。顔馴染みとしか仕事をしないなど用心深くありながらもターゲット以外にも無関係な人間を巻き込む冷酷な性格。何度も整形手術を受けている。ロープを伝って降りながら射撃をするなど運動神経にも優れている。
サム・パーカー
演 - ディラン・マクダーモット
ケイトの上司。ケイトに対する信頼は絶大で濡れ衣を着せられたケイトの味方の一人。ナッシュに撃たれるが一命を取り留める。
クレイン
演 - アンジェラ・バセット
駐英大使。ビザの発行に関することでケイトたちと関わりを持つ。ケイトを信頼していない。
ビル・タボット
演 - ロバート・フォスター
ケイトの同僚。息子が誘拐されたことで陰謀の片棒を担がされ、ケイトの殺害を企てて射殺しようとしたものの、行動に移そうとして揉み合う内に誤射してしまい自分が死んでしまう。これらの出来事は公衆の面前で起きたことからケイトがビルを殺害したと周囲から思われてしまい、ケイトが逃走するきっかけとなった。
アンダーソン
演 - ジェームズ・ダーシー
警部。テロ対策の指揮官。
サリー
演 - フランシス・デ・ラ・トゥーア
コンピューター室の勤務者。ケイトの味方の一人。
エミール・バラン
演 - ロジャー・リース
ルーマニア国籍の医師。
ニーロ・フロンクス
科学者。ドイツの化学企業に所属している。
ナオミ
ケイトの同僚。
リサ
ケイトの友人。写真家。いまいち事情を呑み込めないながらもケイトの判断を信じるなど友情に篤い。
シモーヌ
時計屋の女店員。
ペリー
ヴォッカー製薬の上役。ケイトの審査を疎んでいる。
ハウイ
ケイトの同僚。

## キャスト
| 役名             | 俳優                         | 日本語吹替 |
| ---------------- | ---------------------------- | ---------- |
| ケイト・アボット | ミラ・ジョヴォヴィッチ       | 本田貴子   |
| ナッシュ         | ピアース・ブロスナン         | 田中秀幸   |
| サム・パーカー   | ディラン・マクダーモット     | 堀内賢雄   |
| クレイン駐英大使 | アンジェラ・バセット         | 高島雅羅   |
| ビル             | ロバート・フォスター         | 樋浦勉     |
| アンダーソン警部 | ジェームズ・ダーシー         | 森川智之   |
| サリー           | フランシス・デ・ラ・トゥーア |            |
| エミール・バラン | ロジャー・リース             |            |